# Tiffany Dupont
Pour les articles homonymes, voir Dupont.
Tiffany Dupont (née le 22 mars 1981) est une actrice américaine, connue surtout pour son rôle d'Hadassah dans le film Esther, reine de Perse. De 2007-2009, Tiffany Dupont est apparue dans la série de ABC Greek où elle joue le rôle de Frannie, qui est à la tête de la maison des ZBZ.

## Filmographie

### Films
- Treize à la douzaine (2003) : Beth
- The Work and the Glory (2004)
- Bickford Shmeckler's Cool Ideas (2006)
- Esther, reine de Perse (2006) : Esther
- Hijacked (2012) : Olivia
- Born to Race 2 (2014) : Michelle CHARIT
- Trouver l'amour à Charm  (2015, téléfilm) : Kelly Bennett
- La vérité sur Brian Banks (2018) : Alissa Bjerkhoel

### Séries télévisées
- Oui, chérie ! (2002)
- Le Monde de Joan (2003)
- Parents à tout prix (2004) : Colleen, saison 4 épisode 13
- The Bedford Diaries (2006) : Sara Gregory
- Greek (2007-2011) : Frannie Morgan
- Les Experts (2007) : Cammie Brookston, saison 7 épisode 18
- Melrose Place : Nouvelle Génération (2009)
- Outlaw (2010)
- The Whole Truth (2010)
- Les Experts : Manhattan (2010) : Hayley Montgommery, saison 7 épisode 7
- 90210 Beverly Hills : Nouvelle Génération (2010)
- NCIS : Enquêtes spéciales (2011) : Kimberly Nolan, saison 8 épisode 11
- The Big Bang Theory (2011) : Angela, saison 4 épisode 22
- The Glades (2011) : Lori Fisher, saison 2 épisode 7
- Les Experts : Miami (2011) : Rachel Petrella, saison 10 épisode 14
- Castle (2012) : Greta Mastroianni, saison 4, épisode 22
- Franklin and Bash : Lisa, saison 2 épisode 7
- Hawaii 5-0 : Crimson Bride, saison 3 épisode 18
- Supernatural (2013) : la fée Gilda, épisode 11 saison 8
- First Murder (2016): Serena Parrish, saison 3
- 9-1-1 : Ali (saison 2, épisodes 2, 3 et 8)
- American Horror Stories (2021) : Addy Gantz (saison 1, épisode 6)

## Musiques
- Natural Disaster (2008)